# Complejo de transferencia de carga
En química, un complejo de transferencia de carga o complejo aceptante-donante de electrón es una asociación química de dos o más moléculas, o de diferentes partes de una molécula muy grande, en el que la atracción entre las moléculas (o partes) se debe a una transición electrónica hacia un estado electrónico excitado, tal que una fracción de la carga electrostática es transferida entre las entidades moleculares. La atracción electrostática resultante provee una fuerza estabilizadora para el complejo molecular. La molécula fuente de donde la carga es transferida se denominada electrón donante, y la molécula receptora es denominada electrón aceptante.
La naturaleza de la atracción es un complejo de transferencia de carga no es un enlace químico estable, y es mucho más débil que las fuerzas covalentes, por lo que es mejor caracterizarlo como una débil resonancia de electrones. Como resultado, la energía de excitación de esta resonancia se da muy frecuentemente en la región visible del espectro electromagnético. Esto produce los colores característicos, generalmente intensos, de estos complejos. Estas bandas de absorción ópticas son referidas frecuentemente como bandas de transferencia de carga'. La espectroscopia óptica es una técnica muy potente para caracterizar bandas de transferencia de carga.
Existen complejos de transferencia de carga en muchos tipos de moléculas, inorgánicas así como orgánicas, y en todas las fases de la materia: en sólidos, líquidos, e incluso en gases.
En química inorgánica, la mayoría de complejos de transferencia de carga involucran transferencia de electrones entre átomos de metal y ligandos. Las bandas de transferencia de carga en los complejos de metales de transición resultan de movimientos de electrones entre los orbitales moleculares (OM) que son de carácter predominantemente metálico, y aquellos que son predominantemente de carácter del ligando. Si el electrón se mueve del OM similar al ligando, hacia el OM similar al metal, el complejo es denominado "complejo de trasferencia de carga ligando a metal" (TCLM). Si el electrón se mueve desde el OM con carácter similar al metal, hacia el OM con carácter similar al ligando, el complejo es denominado "complejo de transferencia de carga metal a ligando" (TCML). En consecuencia, un TCML resulta en la oxidación del centro metálico, mientras que un TCLM resulta en la reducción del centro metálico. La espectroscopia de resonancia Raman también es una poderosa técnica para asignar y caracterizar bandas de transferencia de carga en estos complejos.